# 布吕耶尔叙费尔
布吕耶尔叙费尔（法語：Bruyères-sur-Fère，法語發音：[bʁɥijɛʁ syʁ fɛʁ]，意为“费尔上方的布吕耶尔”）是法国上法兰西大区埃纳省的一个市镇，属于蒂耶里堡区。该市镇2009年时的人口为189人。

## 地名
与通常在法语地名中表示“在……河畔”之意的“sur”不同，该地名Bruyères-sur-Fère中的“sur”意为“在……上方”，表示名为布吕耶尔（Bruyères）的该地与费尔（Fère）的位置关系，并以“费尔上方的布吕耶尔”之名区分其他的“布吕耶尔”，且事实上在该地附近也并无“费尔河”存在。

## 人口
布吕耶尔叙费尔人口变化图示
| 数据来源：INSEE |